# Griekenland op het Eurovisiesongfestival 2017

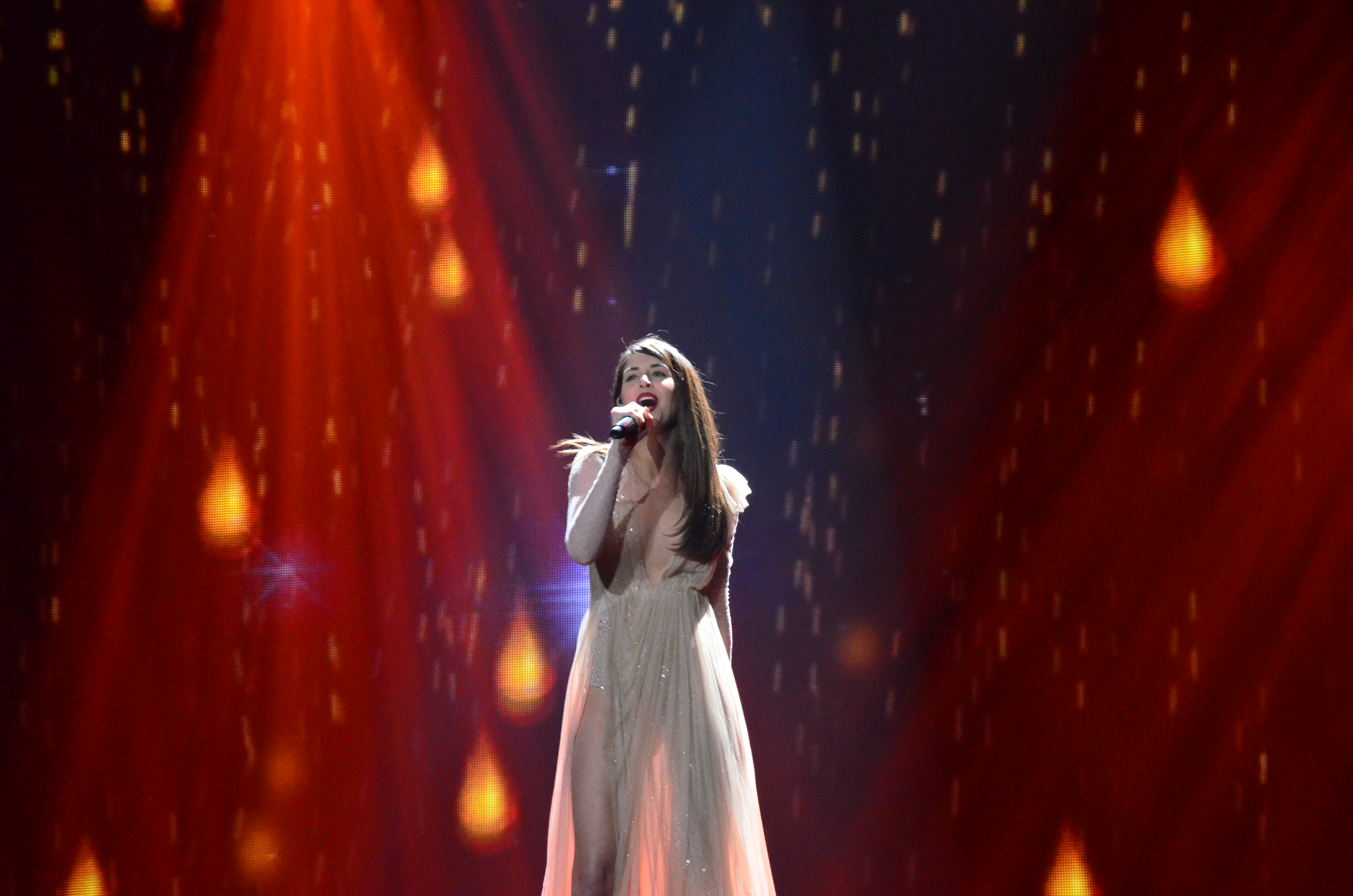
Demy tijdens de generale repetitie voor de finale van het Eurovisiesongfestival 2017

Griekenland nam deel aan het Eurovisiesongfestival 2017 in Kiev, Oekraïne. Het was de 38ste deelname van het land aan het Eurovisiesongfestival. ERT was verantwoordelijk voor de Griekse bijdrage voor de editie van 2017.

## Selectieprocedure
Op 13 januari 2017 maakte de Griekse openbare omroep bekend dat het Demy intern had geselecteerd om Griekenland te vertegenwoordigen op het Eurovisiesongfestival 2017. Op 6 maart werd er een nationale finale georganiseerd waarin drie nummers gepresenteerd werden aan het grote publiek. De Grieken konden vervolgens via televoting stemmen op hun favoriete nummer, en staan daarmee in voor 70 % van de stemmen. De overige 30% werd verdeeld door een jury van de Griekse diaspora in Armenië, Australië, Azerbeidzjan, België, Duitsland, Georgië Italië, Oekraïne en Oostenrijk. De keuze viel uiteindelijk op This is love.

## Nationale finale
6 maart 2017
| Plaats | Lied                          | Jury | Publiek | Totaal |
| ------ | ----------------------------- | ---- | ------- | ------ |
| 1      | This is love                  | 89 % | 70 %    | 75,7 % |
| 2      | When the morning comes around | 18 % | 11 %    | 15,9 % |
| 3      | Angels                        | 12 % | 0 %     | 8,4 %  |

## In Kiev
Griekenland wist zich te plaatsen voor de finale, waarin het als negentiende eindigde.
1974 · 1975 · 1976 · 1977 · 1978 · 1979 · 1980 · 1981 · 1982 · 1983 · 1984 · 1985 · 1986 · 1987 · 1988 · 1989 · 1990 · 1991 · 1992 · 1993 · 1994 · 1995 · 1996 · 1997 · 1998 · 1999-2000 · 2001 · 2002 · 2003 · 2004 · 2005 · 2006 · 2007 · 2008 · 2009 · 2010 · 2011 · 2012 · 2013 · 2014 · 2015 · 2016 · 2017 · 2018 · 2019 · 2020 · 2021 · 2022 · 2023 · 2024 · 2025
Albanië · Armenië · Australië · Azerbeidzjan · België · Bulgarije · Cyprus · Denemarken · Duitsland · Estland · Finland · Frankrijk · Georgië · Griekenland · Hongarije · Ierland · IJsland · Israël · Italië · Kroatië · Letland · Litouwen · Macedonië · Malta · Moldavië · Montenegro · Nederland · Noorwegen · Oekraïne · Oostenrijk · Polen · Portugal · Roemenië · San Marino · Servië · Slovenië · Spanje · Tsjechië · Verenigd Koninkrijk · Wit-Rusland · Zweden · Zwitserland